# 치주조직

치주조직
C. 치조골(Alveolar bone)
D. 치은(Gums or gingiva)
I. 치주인대(Alveolar crest fibers of periodontal ligament)
J. 치주인대(Horizontal fibers of periodontal ligament)
K. 치주인대(Oblique fibers of periodontal ligament)

치주조직(齒周組織, Periodontium)은 치아를 둘러싸고 지지하는 특수 조직이다. 위턱뼈(상악)와 아래턱뼈(하악)에 치아를 고정시키며, 치주조직의 관리와 유지보수를 다루는 치과 전문 분과를 치주학(Periodontics)이라고 한다. 치주조직은 치아를 기능적으로 유지하는 데 필수적인 구조로, 다음과 같은 네 가지 주요 구성 요소로 이루어져 있다.
1. 치은 (잇몸)(gingiva)
2. 백악질(cementum)
3. 치주인대(Periodontal ligament, PDL)
4. 치조골 (이틀뼈)(alveolar bone)

각 구성 요소는 위치, 구조, 생화학적 특성이 다르며, 치아와 함께 적응하고 변화한다. 예를 들어, 치아가 외부 힘을 받거나 중간 방향으로 이동하면, 압력이 가해지는 쪽에서는 뼈가 흡수되고, 장력이 가해지는 쪽에서는 뼈가 형성된다. 마찬가지로, 백악질은 치아 교합면의 마모에 적응하여, 치근 끝 부분에서 추가로 형성된다. 또한, 치주인대는 지속적인 대사 작용이 이루어지는 조직으로, 치아가 단순히 치조골에 매달려 있도록 하는 것뿐만 아니라, 외부의 힘에 반응할 수 있도록 하는 역할도 한다.
즉, 개별적으로 구분되는 조직처럼 보이지만, 치주조직은 하나의 단위로 기능하며, 치아의 안정성과 기능을 유지하는 데 필수적이다. 최근 연구에서는 Wnt 신호전달경로 억제제인 Sfrp3/Frzb가 치주조직의 초기 발달을 나타내는 중요한 지표로 밝혀졌다.

## 외력에 대한 반응
치주조직은 치아를 지지하고 기능적으로 유지하기 위한 구조로, 치아가 받는 자극을 통해 그 구조가 보존된다. 따라서 치주조직과 외부 힘 사이에는 항상 균형 상태가 유지된다.

### 치조골
치조골은 외부 힘, 특히 교합력(occlusal forces)에 반응하여 지속적으로 생리적 재형성을 거친다. 즉, 필요하지 않은 부위의 뼈는 흡수되고, 필요한 부위에는 새로운 뼈가 형성된다.
- 치조와(socket wall)는 외부 힘에 대한 반응을 반영하는 구조이다.
- 장력이 가해지는 부위에는 골아세포(osteoblasts)와 새롭게 형성된 골기질(osteoid)이 위치한다.
- 압력이 가해지는 부위에는 파골세포(osteoclasts)가 존재하여 뼈의 흡수를 촉진한다.
- 골소주(trabeculae)는 장력과 압력의 경로를 따라 정렬되며, 최소한의 뼈 조직으로 최대 저항력을 제공한다.
- 교합력이 증가하면, 골소주의 수와 두께가 증가하고, 치조골의 외부 표면에도 추가적인 뼈가 형성된다.

### 치주인대
치주인대(PDL)는 기능적 자극을 통해 구조를 유지한다.
- 생리적 한계 내에서, 치주인대는 증가된 기능을 수용하기 위해 폭을 넓힐 수 있다.
- 치주조직의 적응 능력을 초과하는 과도한 힘은 "교합 외상(trauma from occlusion)"을 유발하여 조직 손상을 초래한다.
- 교합력이 감소하면, 치주인대가 위축되면서 얇아지는 현상이 발생한다.

즉, 치주조직은 외부 힘에 적응하며 구조를 유지하지만, 과도한 힘은 손상을 유발할 수 있고, 반대로 너무 적은 힘은 조직 위축을 초래할 수 있다.